# Nordseewerke
Nordseewerke byla německá loděnice sídlící v Emdenu. Existovala v letech 1903–2010. Zaměřovala se na stavbu, údržbu a opravy civilních i válečných lodí.

## Historie

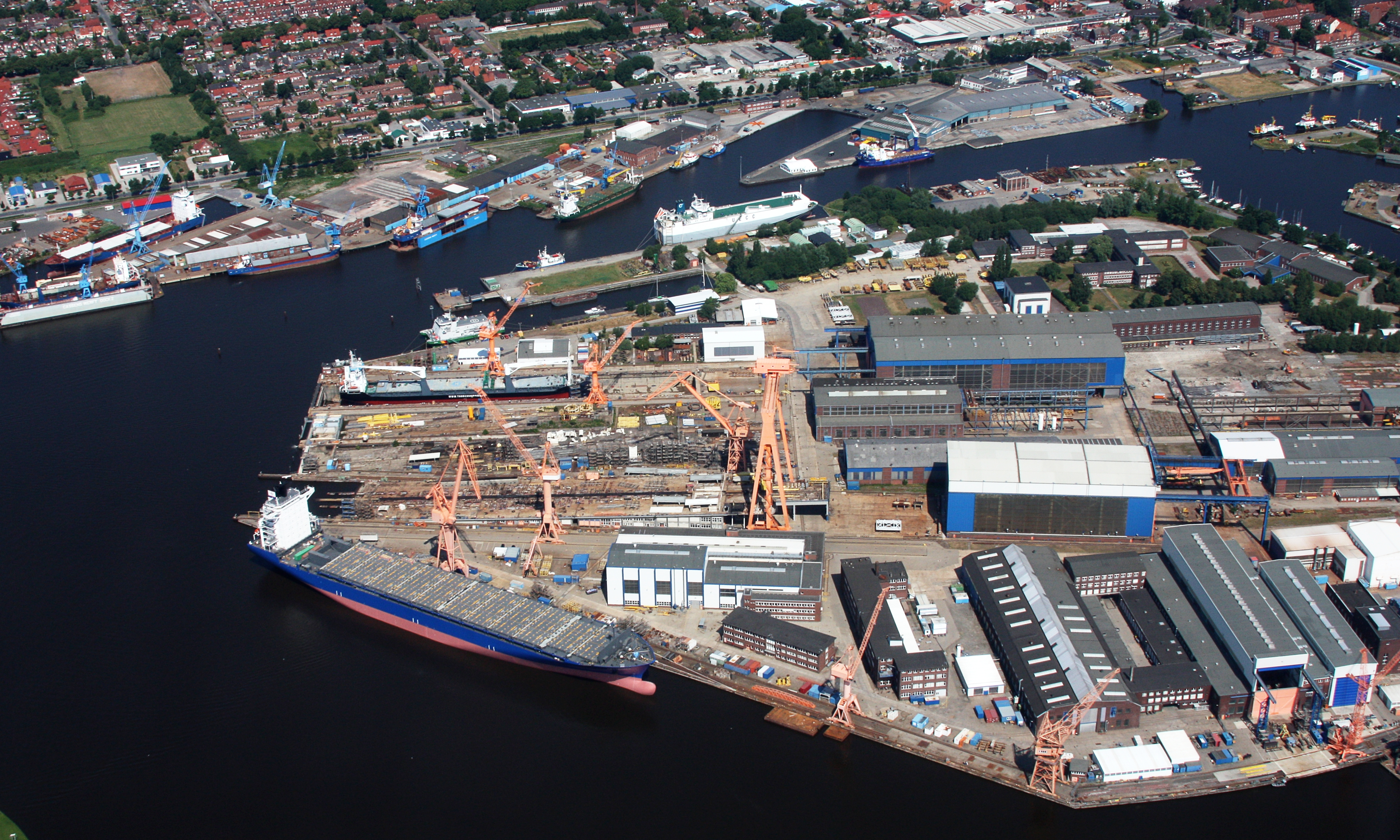
Loděnice Nordseewerke

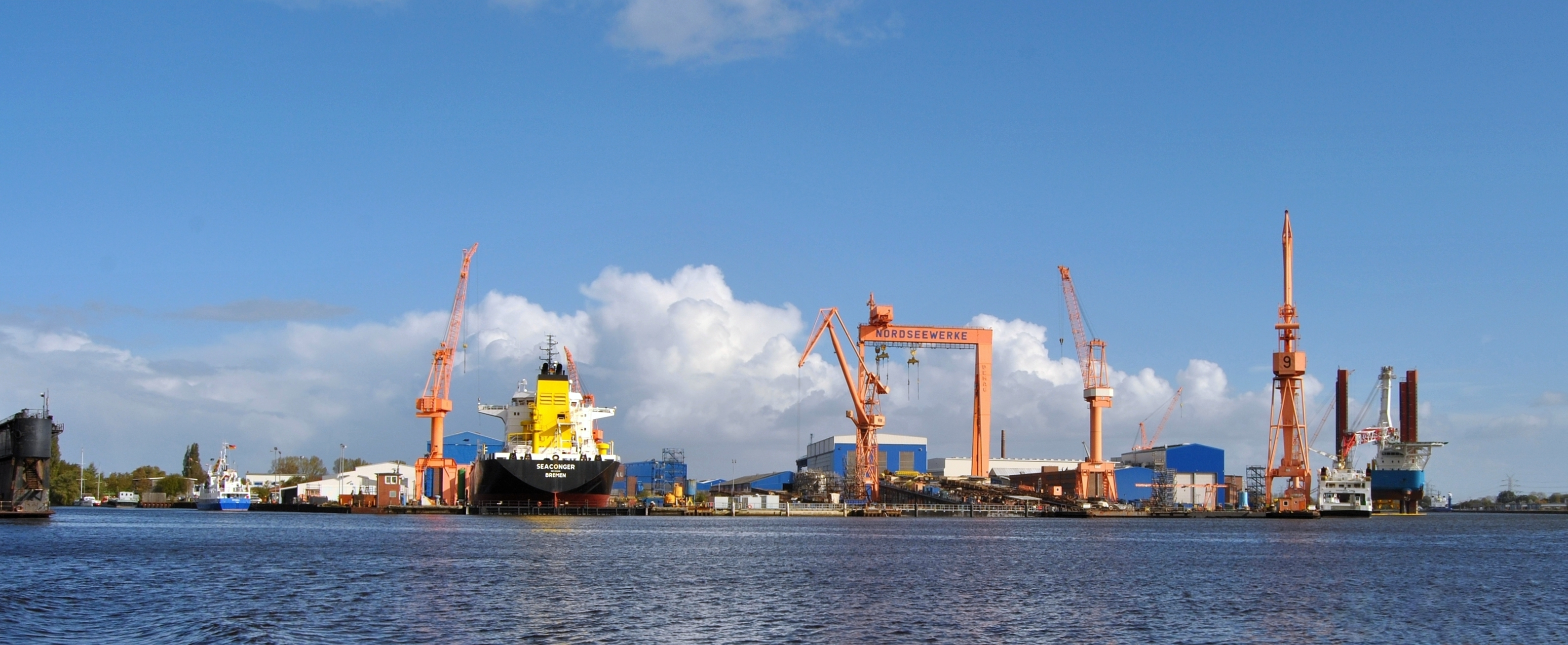
Loděnice Nordseewerke

Loděnice byla založena roku 1903 v Emdenu, přístavu s výhodnou polohou v ústí Emže, která byla prostřednictvím kanálu Dortmund-Ems významnou dopravní tepnou do Porúří. První název loděnice byl Nordseewerke Emder Werft und Dock AG. V první letech se však potýkala s vážnými ekonomickými problémy a roku 1911 prodělala bankrot. Významnou loděnicí se stala až poté, co ji v aukci zakoupil německý průmyslník Hugo Stinnes. Roku 1913 loděnici přejmenoval na Deutsch-Luxemburgische Bergwerks- und Hütten-AG Abt. Nordseewerke Emden. Loděnici se podařilo stabilizovat, rozšířit a modernizovat. Roku 1913 byl dokončen 260metrový suchý dok a začala práce na pěti skluzech pro plavidla. Dva byly dokončeny roku 1913, třetí roku 1914 a zbývající v letech 1918–1919. Za první světové války se loděnici dařilo, i když od Německého císařského námořnictva získala jen dvě menší zakázky na dvě minolovky (M13, M14) a deset ozbrojených trawlerů. Roku 1917 loděnice zakoupila dva plovoucí doky o výtlaku 1250 a 300 tun. Roku 1920 byl v Nordseewerke na vodu spuštěn tanker Baltic pro společnost Deutsch-Amerikanische Petroleum AG. S výtlakem 14 000 tun byl největším do té doby postaveným tankerem. Roku 1924 loděnice výrazně omezila provoz kvůli nedostatku zakázek a v letech 1926–1931 provoz pozastavila a ponechala si pouze nejnutnější personál. Znovuotevřena byla roku 1934 jako Nordseewerke Emden GmbH.
V letech 1939–1942 byl Nordseewerke potřetí rozšířena, tentokrát za účelem stavby ponorek pro německou Kriegsmarine. Za druhé světové války námořnictvu dodala třicet středních ponorek Typu VIIC. Dále postavila desítky minolovek třídy M. Nordseewerke obnovila provoz několik let po válce a postupně se zařadila mezi nejvýznamnější německé dodavatele válečných lodí. Poválečnému Německému námořnictvu dodala především řadu ponorek a fregat (většinou v rámci širších konsorcií). Nordseewerke postavila několik sérií ponorek pro export: patnáct ponorek třídy Kobben a šest třídy Ula pro Norsko, tři třídy Dolphin pro Izrael, dvě Třída TR-1700 pro Argentinu a jednu Typu 209 pro Jihoafrickou republiku. V letech 1976–2009 byl loděnice součástí koncernu ThyssenKrupp po názvem Thyssen Nordseewerke. Nordseewerke ukončila činnost roku 2010, neboť byla převzata společností Schaaf Industrie AG. Jejím posledním plavidlem se tak stala kontejnerová loď Frisia Cottbus.

## Vybrané projekty

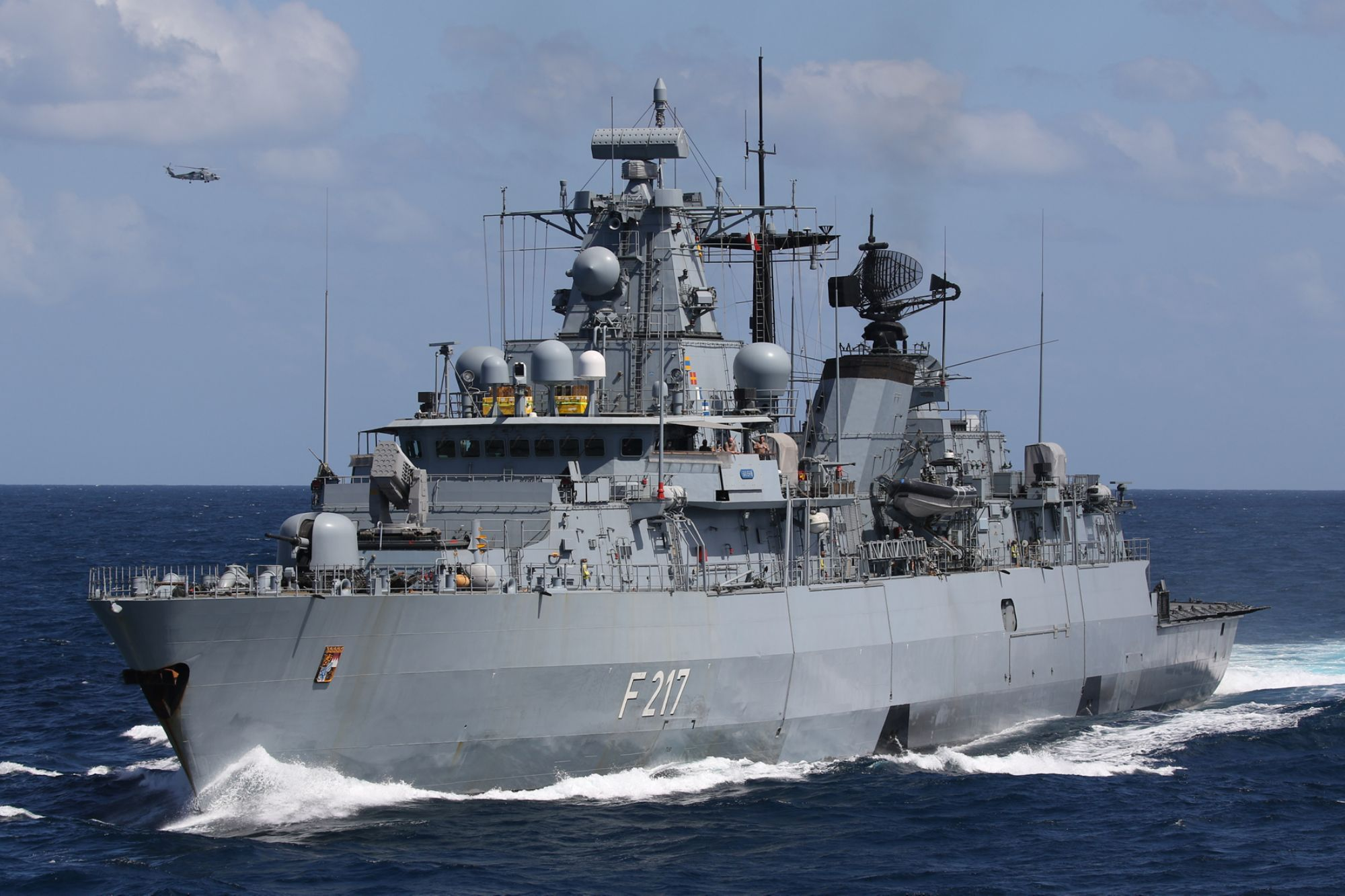
Korveta Erfurt (F262)

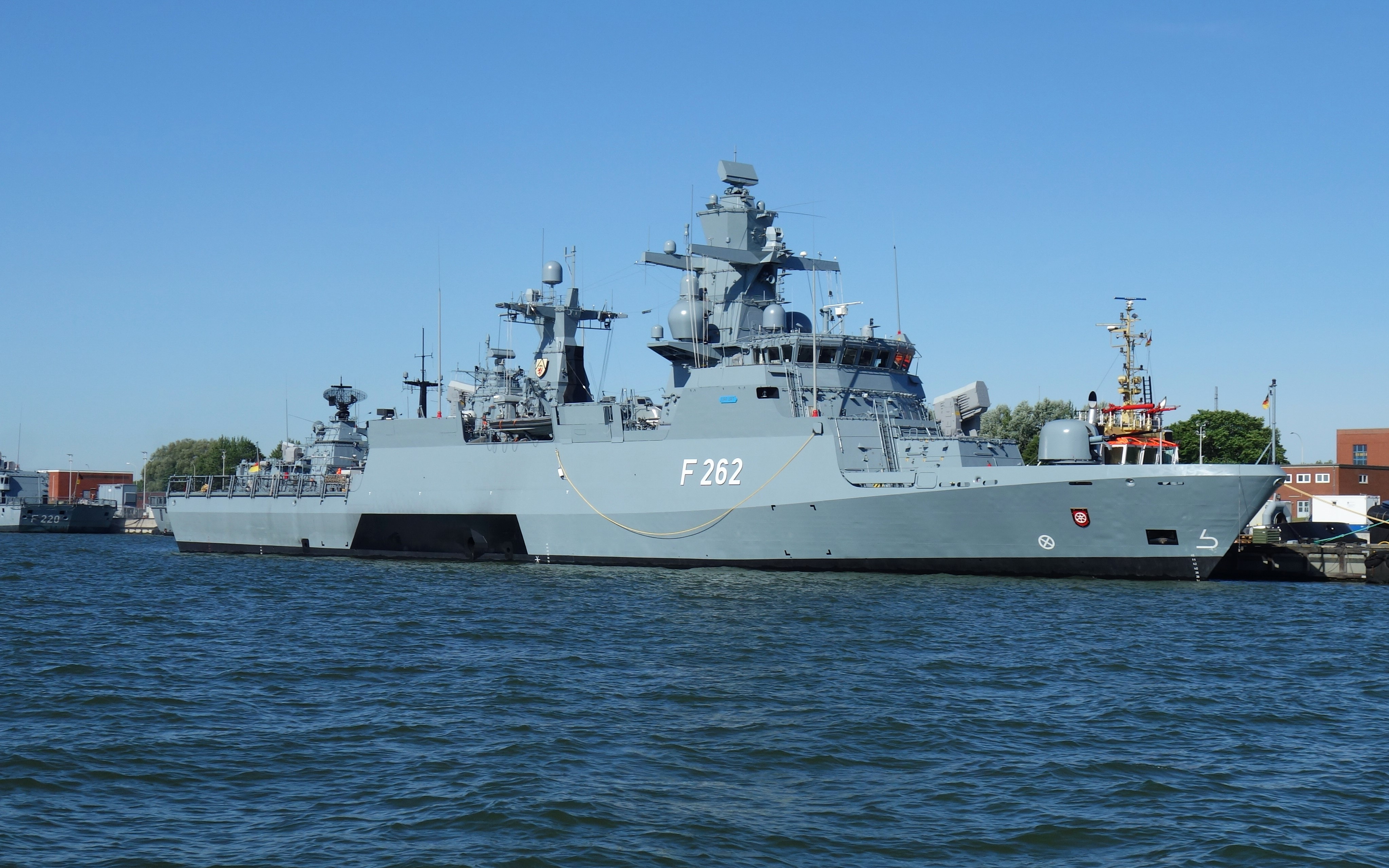
Fregata Bayern (F217)

### Fregaty
- Třída Sachsen (F124)
  - Hessen (F-221)

- Třída Brandenburg (F123)
  - Bayern (F217)

- Třída Bremen (F122)
  - Emden (F210)
  - Lübeck (F214)

### Korvety
- Třída Braunschweig (K130) – konsorcium ARGE K130
  - Erfurt (F262)

### Ponorky
- Typ 212 – konsorcium ARGE U212
- Třída Ula (Typ 210, 6 ks)
- Třída Dolphin (3 ks)
- Třída TR-1700 (2 ks)
- Typ 209 (1 ks)
- Typ 206 (10 ks)
- Třída Kobben (15 ks)
- Typ VII (30 ks)

### Ostatní
- Planet (typ 751) – hydrografická výzkumná loď
- Třída M – minolovka